# SStB Nabresina Prosecco
Az SStB  Nabresina - Prosecco egy Engerth-rendszerű, ún. támasztószerkocsis gőzmozdonysorozat volt az osztrák-magyar Südliche Staatsbahnnál (SStB).
A nyolc mozdonyt az Esslingeni Gépgyár készítette 1857-ben. A mozdonyok a „NABRESINA“, „REIFNITZ“, „LIPIZZA“, „BISTRITZA“, „MONTONA“, „MITTERBURG“, „STEINALPE“,  „PROSECCO“. neveket kapták.
A sorozat mozdonyai az állami vasúttársaságok 1858-as eladásakor a Déli Vasúthoz kerültek, ahol  a 22 sorozatba (1864-től 28 sorozat) lettek beosztva. A sorozatból hat mozdonyt 1869 és 1886 között normál háromcsatlós szerkocsis mozdonnyá építették át. Az maradék két mozdonyt 1869-ben, az átépítetteket 1907-ig selejtezték.

## Fordítás
- Ez a szócikk részben vagy egészben  a   SStB – Nabresina bis Prosecco című német Wikipédia-szócikk fordításán alapul.  Az eredeti cikk szerkesztőit annak laptörténete sorolja fel. Ez a jelzés csupán a megfogalmazás eredetét és a szerzői jogokat jelzi, nem szolgál a cikkben szereplő információk forrásmegjelöléseként. - Az eredeti szócikk forrásai szintén ott találhatóak.